# Hyghalmen Roll
El Hyghalmen Roll es un Armorial guardado en el College of Arms en Londres. Fue hecho entre 1447-1455 en Colonia (Alemania). Algunas imágenes muestran características de la Heráldica alemana (German heraldry), como la repetición de temas en el escudo de armas y la Cimera, y la larga "schwenkel" en pancartas. Este último fue omitido de las armas atribuidas de Jesús cuando las imágenes se copiaron en el Libro de Randle Holme (1464-1480).

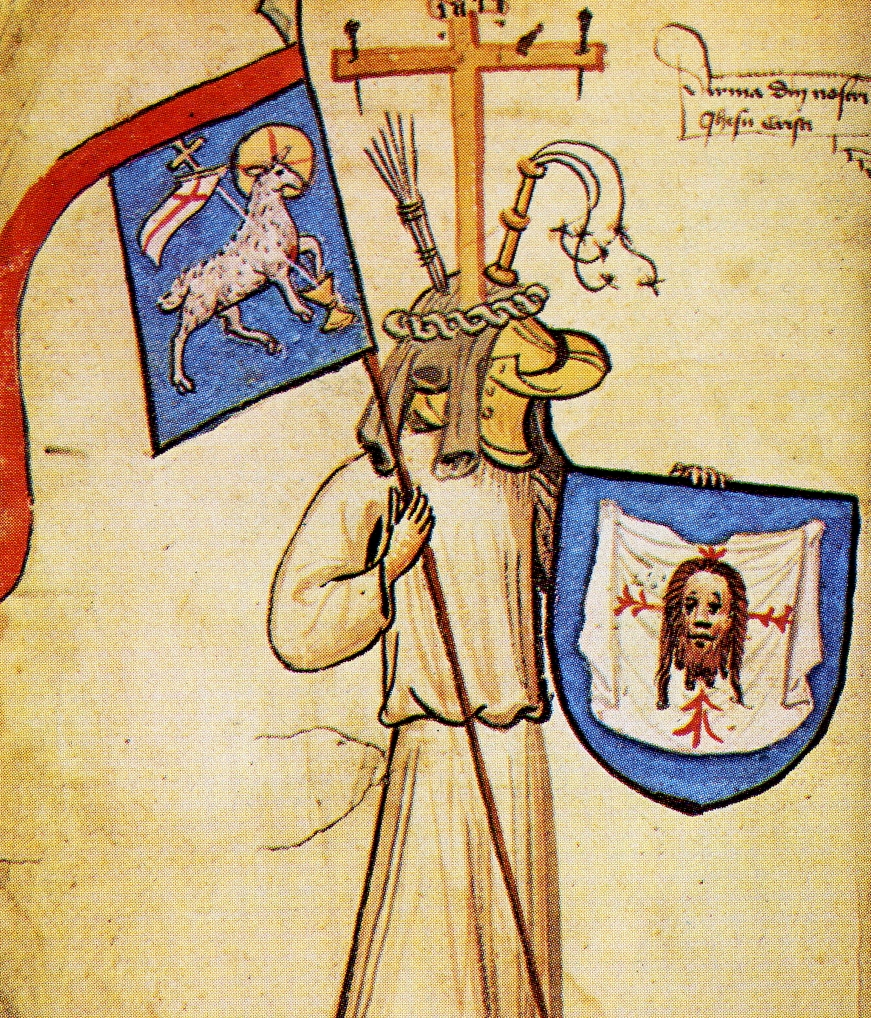
Ilustración del blazon atribuido a Jesús, con un schwenkel (giratorio) en una pancarta